# Gobber y los Cazafantasmas
Gobber y los Cazafantasmas (en inglés: Goober and the Ghost Chasers) fue una serie de animación estadounidense de la productora Hanna-Barbera. Se presentó en la cadena ABC entre el 8 de septiembre de 1973 y el 31 de agosto de 1975, con un total de diecisiete episodios de aproximadamente treinta minutos cada uno, protagonizados por Paul Winchell (Goober), Jerry Dexter (Ted), Jo Ann Harris (Tina) y Ronnie Schell (Gillie) y dirigidos por Charles A. Nichols.
Con la serie se buscó capitalizar el éxito de Scooby-Doo, series con las que compartió argumentos y diálogos. Gobber y los Cazafantasmas, serie de misterio y comedia, también presentaba a un grupo de adolescentes Ted, Tina, Gillie —reporteros de la revista Ghost Chasers— que investiga apariciones de fantasmas junto con su perro Goober —aparentemente un Lebrel afgano—, que se torna invisible cuando siente miedo y que únicamente ladra a los personajes en televisión, pero habla en algunas ocasiones a los espectadores.